# Fulleren (Haut-Rhin)
Fulleren je francouzská obec v departementu Haut-Rhin v regionu Grand Est. V roce 2018 zde žilo 341 obyvatel.

## Poloha obce
Sousední obce jsou: Ballersdorf, Carspach, Hindlingen, Hirtzbach, Mertzen a Saint-Ulrich.

## Vývoj počtu obyvatel
Počet obyvatel